# Д'Анджело Расселл
Д'Анджело Данте Расселл (англ. D'Angelo Danté Russell, нар. 23 лютого 1996, Луїсвілл, Кентуккі, США) — американський професіональний баскетболіст, атакувальний захисник і розігруючий захисник команди НБА «Міннесота Тімбервулвз».

## Ігрова кар'єра

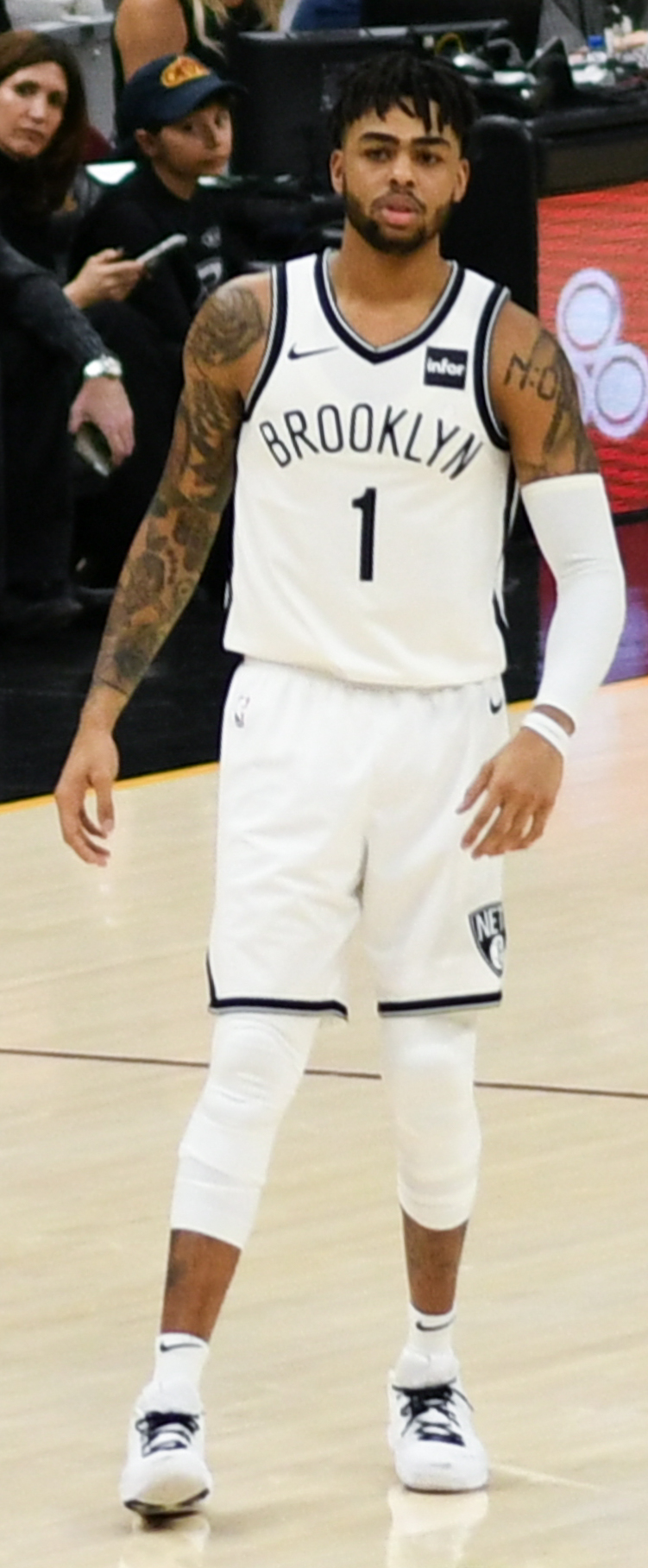
Расселл у лютому 2018

На університетському рівні грав за команду Огайо Стейт (2014–2015). 
2015 року був обраний у першому раунді драфту НБА під загальним 2-м номером командою «Лос-Анджелес Лейкерс». Професійну кар'єру розпочав 2015 року виступами за тих же «Лос-Анджелес Лейкерс», захищав кольори команди з Лос-Анджелеса протягом наступних 2 сезонів. Взимку 2016 року взяв участь у матчі новачків під час зіркового вікенду, де набрав 22 очки. 1 березня 2016 року провів найрезультативніший матч у кар'єрі, набравши 39 очок у переможній грі проти «Бруклін Нетс». За підсумками дебютного сезону був включений до другої збірної новачків. 2 лютого 2017 року в матчі проти «Вашингтон Візардс» зробив рекордні для себе 11 результативних передач. 19 березня в матчі проти «Клівленд Кавальєрс» оновив свій рекорд результативності, набравши 40 очок.
2017 року став гравцем «Бруклін Нетс», куди разом з Тимофієм Мозговим був обміняний на Брука Лопеса та правами на Кайла Кузьму. У своєму дебютному матчі за «Бруклін» він набрав 30 очок та 5 асистів у грі проти «Індіана Пейсерз». 23 березня в матчі проти «Торонто» зробив перший в кар'єрі трипл-дабл, набравши 18 очок, 13 асистів та 11 підбирань. Його трипл-дабл став першим для клубу від 9 квітня 2010 року, коли це зміг зробити Теренс Вільямс.
12 листопада 2018 року в матчі проти «Міннесота Тімбервулвз» набрав 31 очко, влучивши при цьому рекордні для себе 9 триочкових кидків. 18 січня повторив свій рекорд результативності, набравши 40 очок в матчі проти «Орландо». 1 лютого 2019 року отримав запрошення на Матч усіх зірок НБА замість травмованого Віктора Оладіпо. 11 лютого в матчі проти «Репторс» набрав 28 очок та рекордні для себе 14 асистів. 19 березня в матчі проти «Сакраменто Кінгс» набрав 44 очки. Він також забив 3 триочкових кидки, побивши рекорд клубу за кількістю влучних триочкових кидків в одному сезоні, який встановив Аллен Крабб (201). Допоміг команді пробитися в плей-оф і стати шостими сіяними в Східній конференції. Щоправда команда вилетіла в першому раунді, програвши «Філадельфії».
7 липня 2019 року перейшов до складу «Голден-Стейт Ворріорс» як частина угоди по обміну Кевіна Дюранта. 8 листопада в матчі проти «Міннесоти» набрав рекордні для себе 52 очки.
6 лютого 2020 року разом з Джейкобом Евансом та Омарі Спеллманом був обміняний до «Міннесота Тімбервулвз» на Ендрю Віггінса та два драфт-піки першого і другого раунду. Через чотири дні дебютував за свою нову команду в матчі проти «Торонто», набравши 22 очки.

## Статистика виступів

### Регулярний сезон
| Сезон              | Команда                 | GP  | GS  | MPG  | FG%  | 3P%  | FT%  | RPG | APG | SPG | BPG | PPG  |
| ------------------ | ----------------------- | --- | --- | ---- | ---- | ---- | ---- | --- | --- | --- | --- | ---- |
| 2015–16            | «Лос-Анджелес Лейкерс»  | 80  | 48  | 28.2 | .410 | .351 | .737 | 3.4 | 3.3 | 1.2 | .2  | 13.2 |
| 2016–17            | «Лос-Анджелес Лейкерс»  | 63  | 60  | 28.7 | .405 | .352 | .782 | 3.5 | 4.8 | 1.4 | .3  | 15.6 |
| 2017–18            | «Бруклін Нетс»          | 48  | 35  | 25.7 | .414 | .324 | .740 | 3.9 | 5.2 | .8  | .4  | 15.5 |
| 2018–19            | «Бруклін Нетс»          | 81  | 81  | 30.2 | .434 | .369 | .780 | 3.9 | 7.0 | 1.2 | .2  | 21.1 |
| 2019–20            | «Голден-Стейт Ворріорс» | 33  | 33  | 32.1 | .430 | .374 | .785 | 3.7 | 6.2 | .9  | .3  | 23.6 |
| 2019–20            | «Міннесота Тімбервулвз» | 12  | 12  | 32.7 | .412 | .345 | .873 | 4.6 | 6.6 | 1.4 | .3  | 21.7 |
| 2020–21            | «Міннесота Тімбервулвз» | 42  | 26  | 28.5 | .431 | .387 | .765 | 2.6 | 5.8 | 1.1 | .4  | 19.0 |
| 2021–22            | «Міннесота Тімбервулвз» | 65  | 65  | 32.0 | .411 | .340 | .825 | 3.3 | 7.1 | 1.0 | .3  | 18.1 |
| Усього за кар'єру  | Усього за кар'єру       | 424 | 360 | 29.4 | .420 | .356 | .781 | 3.5 | 5.6 | 1.1 | .3  | 17.7 |
| В іграх всіх зірок | В іграх всіх зірок      | 1   | 0   | 12.0 | .400 | .400 | .000 | 1.0 | 3.0 | .0  | .0  | 6.0  |

### Плей-оф
| Сезон             | Команда                 | GP | GS | MPG  | FG%  | 3P%  | FT%  | RPG | APG | SPG | BPG | PPG  |
| ----------------- | ----------------------- | -- | -- | ---- | ---- | ---- | ---- | --- | --- | --- | --- | ---- |
| 2019              | «Бруклін Нетс»          | 5  | 5  | 29.6 | .359 | .324 | .846 | 3.6 | 3.6 | 1.4 | .2  | 19.4 |
| 2022              | «Міннесота Тімбервулвз» | 6  | 6  | 32.7 | .333 | .387 | .750 | 2.5 | 6.5 | 1.5 | .0  | 12.0 |
| Усього за кар'єру | Усього за кар'єру       | 11 | 11 | 31.3 | .349 | .353 | .793 | 3.0 | 5.2 | 1.5 | .1  | 15.4 |